# Syspastospora
Syspastospora är ett släkte av svampar. Enligt Catalogue of Life ingår Syspastospora i familjen Ceratostomataceae, ordningen Melanosporales, klassen Sordariomycetes, divisionen sporsäcksvampar och riket svampar, men enligt Dyntaxa är tillhörigheten istället familjen Hypocreaceae, ordningen köttkärnsvampar, klassen Sordariomycetes, divisionen sporsäcksvampar och riket svampar.
|               | Microthecium                                                                          |
|               |                                                                                       |
|               | Sphaerodes                                                                            |
|               |                                                                                       |
|               | Sphaeroderma                                                                          |
|               |                                                                                       |
|               | Melanospora                                                                           |
|               |                                                                                       |
|               | Ceratostoma                                                                           |
|               |                                                                                       |
|               | Gonatobotrys                                                                          |
|               |                                                                                       |
|               | Vittatispora                                                                          |
|               |                                                                                       |
| Syspastospora | \| \| Syspastospora parasitica \| \| \| \| \| \| Syspastospora tropicalis \| \| \| \| |
|               | \| \| Syspastospora parasitica \| \| \| \| \| \| Syspastospora tropicalis \| \| \| \| |
|               | Rhytidospora                                                                          |
|               |                                                                                       |
|               | Pteridiosperma                                                                        |
|               |                                                                                       |
|               | Harzia                                                                                |
|               |                                                                                       |
|               | Proteophiala                                                                          |
|               |                                                                                       |
|               | Erostrotheca                                                                          |
|               |                                                                                       |
|               | Gibsonia                                                                              |
|               |                                                                                       |
|               | Persiciospora                                                                         |
|               |                                                                                       |
|               | Pustulipora                                                                           |
|               |                                                                                       |
|               | Arxiomyces                                                                            |
|               |                                                                                       |
|               | Syspastospora parasitica                                                              |
|               |                                                                                       |
|               | Syspastospora tropicalis                                                              |
|               |                                                                                       |

|  | Syspastospora parasitica |
|  |                          |
|  | Syspastospora tropicalis |
|  |                          |